# Embutramide
Embutramide (INN, USAN, BAN) (tên thương hiệu Embutane) là một loại thuốc opioid giảm đau và an thần mạnh liên quan về cấu trúc đến methadone. Nó được phát triển bởi Hoechst A.G. vào năm 1958  và được điều tra như một tác nhân gây mê toàn thân, nhưng được phát hiện có một cửa sổ trị liệu rất hẹp, với liều 50 mg / kg tạo ra thuốc an thần hiệu quả và liều 75 mg / kg gây tử vong. Cùng với tác dụng an thần mạnh, embutramide cũng tạo ra ức chế hô hấp và rối loạn nhịp thất. Do những đặc tính này, nó không bao giờ được sử dụng làm thuốc gây mê vì nó được coi là quá nguy hiểm cho mục đích này. Thay vào đó, nó được sử dụng cho trợ tử trong thú y, chủ yếu để chữa bệnh cho chó.
Embutramide được điều chế dưới dạng một sản phẩm kết hợp dưới tên thương hiệu Tributame, cũng chứa chloroquine và lidocaine.
Embutramide được sử dụng cho trợ tử của một loạt các động vật khác nhau, chủ yếu là động vật nhỏ được nuôi làm thú cưng chứ không phải là động vật trang trại lớn. Nó có thể gây đau đớn đáng kể cho động vật bị phú dưỡng, và do đó có thể ít nhân đạo hơn các loại thuốc cũ được sử dụng cho mục đích này như pentobarbital; tuy nhiên, nó có thể có ít khả năng lạm dụng hơn barbiturat, đặc biệt là trong công thức kết hợp Tributame, và do đó ít có khả năng bị chuyển hướng sang lạm dụng giải trí. Tuy nhiên, Embutramide đã được báo cáo là được sử dụng để tự tử bởi những người có quyền sử dụng thuốc, và đã được thêm vào danh sách các loại thuốc thuộc Bảng III ở Mỹ vào năm 2006, dưới dạng Không gây nghiện với ACSCN 2020, phân loại nó với các thuốc chống trầm cảm như thuốc benzodiazepin, barbiturat và thuốc ngủ an thần khác.